# Mekane Selam Airport
Mekane Selam Airport är en flygplats i Etiopien.   Den ligger i zonen South Wollo Zone och regionen Amhara, i den centrala delen av landet, 190 km norr om huvudstaden Addis Abeba. Mekane Selam Airport ligger 2 547 meter över havet.
Terrängen runt Mekane Selam Airport är huvudsakligen kuperad, men österut är den bergig. Runt Mekane Selam Airport är det ganska tätbefolkat, med 124 invånare per kvadratkilometer. Trakten runt Mekane Selam Airport består till största delen av jordbruksmark.